# Leopold Milà i Vidal-Ribas
Leopold Milà i Vidal-Ribas   (Esplugues de Llobregat, 8 de novembre de 1952), conegut familiarment com a Polín Milà, és un expilot de trial català que destacà en competicions estatals a finals de la dècada de 1960 i començaments de la de 1970. Després d'haver competit durant anys amb Montesa, a finals de 1975 fitxà per OSSA i s'estigué unes temporades competint amb la MAR.
És fill de Leopold Milà i Sagnier, dissenyador industrial ben conegut per haver creat la Impala i la Cota 247, entre altres reeixits models de Montesa. El seu avi, Josep Maria Milà, era cosí germà de Pere Milà i Camps, l'empresari que encarregà a Antoni Gaudí la construcció de la Casa Milà.

## Palmarès al Campionat d'Espanya de trial
Font:
| Any  | Motocicleta | Posició |
| ---- | ----------- | ------- |
| 1970 | Montesa     | ?       |
| 1971 | Montesa     | 3r      |
| 1972 | Montesa     | 14è     |
| 1973 | Montesa     | 7è      |
| 1974 | Montesa     | 18è     |